# Lunka, Hust
Lunka (în ucraineană Лунка) este un sat în comuna Kopașnovo din raionul Hust, regiunea Transcarpatia, Ucraina.

## Demografie
Componența lingvistică a localității Lunka
     Ucraineană (99,34%)
     Alte limbi (0,65%)
Conform recensământului din 2001, majoritatea populației localității Lunka era vorbitoare de ucraineană (99,34%), existând în minoritate și vorbitori de alte limbi.